# Stazione di Sella Elecci
La stazione di Sella Elecci è una stazione ferroviaria situata nel comune di Arzana e posta lungo la linea Mandas-Arbatax, utilizzata esclusivamente per i servizi turistici del Trenino Verde.

## Storia
Le origini della stazione risalgono al tardo Ottocento, anni in cui la Società italiana per le Strade Ferrate Secondarie della Sardegna realizzò tra le altre la linea Mandas-Arbatax e con essa lo scalo di Sella Elecci, posto in corrispondenza della casa cantoniera 138 della ferrovia ed attivato il 1º aprile 1893 insieme al tronco Arbatax-Gairo, uno dei primi della linea per Mandas (terminata poi l'anno seguente) a venire aperti al traffico.
Alla gestione SFSS nel 1921 subentrò quella della Ferrovie Complementari della Sardegna, a cui seguì nel 1989 la Ferrovie della Sardegna. Sotto l'amministrazione delle FdS la Mandas-Arbatax fu destinata, a partire dal 16 giugno 1997, all'esclusivo impiego per il traffico turistico legato al progetto Trenino Verde, fatto che comportò la cessazione di ogni servizio di trasporto pubblico nella stazione. Da allora l'impianto, gestito dal 2010 dall'ARST, viene utilizzato quasi esclusivamente nel periodo estivo, restando per il resto dell'anno pressoché privo di traffico.

## Strutture e impianti
La stazione di Sella Elecci è di tipo passante e comprende due binari a scartamento da 950 mm, di cui il primo di corsa dotato di banchina e affiancante il deposito idrico dell'impianto, del tipo a cisterna metallica su struttura in muratura. In posizione disassata rispetto al fabbricato viaggiatori è presente il raddoppio di stazione, con il binario di incrocio (passante) le cui comunicazioni sono poste entrambe ad ovest dell'edificio principale dell'impianto.
Quest'ultimo presenta le linee tipiche delle case cantoniere della linea (funzione che ebbe in origine), sebbene sia stato ampliato con un'ala comprendente i locali della sala d'aspetto della stazione.

## Movimento
Dall'estate 1997 la stazione è utilizzata esclusivamente per il traffico turistico ed è attiva principalmente tra la primavera e l'autunno, in cui vengono effettuati dei treni a calendario, che nell'estate di norma assumono frequenza quasi giornaliera: con riferimento alla stagione turistica 2017 l'impianto è collegato sei giorni a settimana nel periodo estivo da corse espletate lungo la tratta Arbatax-Gairo. Nel corso dell'intero anno lo scalo è inoltre utilizzabile da eventuali treni organizzati ad hoc su richiesta di comitive di turisti.

## Servizi
Nell'impianto è presenti una sala d'attesa, sebbene di norma non accessibile all'utenza.
- Sala d'attesa